# Носители на звание „Заслужил“ (България)
Това е списък на удостоените със званието „Заслужил“, който е четвърти по старшинство в наградната система на Народна република България. Отменен с указ №3520 на Държавния съвет на НРБ от 30 декември 1987 г. заедно със званието „Народен“. Лаурети на почетното звание „Заслужил“ стават 4753 души.

## Наградени

### 1979
| Носител                                 | Отрасъл                                    |
| --------------------------------------- | ------------------------------------------ |
| Алипи Найденов                          | заслужил артист                            |
| Александър Александров                  | заслужил летец                             |
| Александър Иванов Терзиев               | заслужил художник                          |
| Алексей Шелудко                         | заслужил деятел на науката                 |
| Ана Параскевова Шинева                  | заслужил деятел на културата               |
| Ангел Георгиев Виденов                  | заслужил деятел на транспорта              |
| Ангел Павлов Ралчев                     | заслужил миньор                            |
| Анка Николова Шомова                    | заслужил деятел на културата               |
| Ангел Заберски                          | Заслужил артист                            |
| Апостол Пашев                           | заслужил деятел на техниката               |
| Артюн Саркиз Бояджиян                   | заслужил деятел на културата               |
| Атанас Стефанов Армянов                 | заслужил юрист                             |
| Атанас Пацев                            | заслужил художник                          |
| Атанас Славов Дафовски                  | заслужил лекар                             |
| Атанас Тодоров Тошкин                   | заслужил учител                            |
| Атанас Яранов                           | заслужил художник                          |
| Борис Георгиев Гондов                   | заслужил художник                          |
| Борис Хинчев                            | заслужил артист                            |
| Вангел Георгиев Вангелов                | заслужил деятел на транспорта              |
| Васил Мишев Коцов                       | заслужил деятел на науката                 |
| Васил Младенов Мнаолов                  | заслужил учител                            |
| Велин Янков Койнов                      | заслужил деятел на науката                 |
| Вера Мутафчиева                         | заслужил деятел на културата               |
| Веселин Вълков                          | заслужил артист                            |
| Виолета Иванова Маркова                 | заслужил учител                            |
| Владимир Дивизиев                       | заслужил деятел на техниката               |
| Владимир Иванов Димчев                  | заслужил деятел на културата               |
| Владимир Кабаиванов                     | заслужил деятел на науката                 |
| Владимир Янчев                          | заслужил артист                            |
| Владислав Паскалев                      | заслужил художник                          |
| Вълка Бетова Алипиева                   | заслужил учител                            |
| Вълчо Киров Желязков                    | заслужил деятел на културата               |
| Галина Йончева                          | заслужил артист                            |
| Галина Ненова                           | заслужил артист                            |
| Ганчо Ганчев                            | заслужил артист                            |
| Гено Русинов Жулев                      | заслужил деятел на техниката               |
| Георги Атанасов (Г. Димитров Атанасов)  | заслужил деятел на науката                 |
| Георги Божилов                          | заслужил художник                          |
| Георги Вълков                           | заслужил деятел на културата               |
| Георги Георгиев (Г. Павлов Георгиев)    | заслужил химик                             |
| Георги Илиев Г. Генов Илиев             | заслужил учител                            |
| Георги Иванов                           | заслужил летец заслужил летец-космонавт    |
| Георги Иванов Гошев                     | заслужил лекар                             |
| Георги Иванов Стойков                   | заслужил деятел на културата               |
| Георги Найденов                         | заслужил деятел на културата               |
| Георги Николов Тотов                    | заслужил деятел на науката                 |
| Георги Трифонов Радушин                 | заслужил учител                            |
| Георги Струмски                         | заслужил деятел на културата               |
| Генчо Иванов Калайков                   | заслужил енергетик                         |
| Герасим Георгиев Митров                 | заслужил деятел на науката                 |
| Гинка Жекова Димитрова                  | заслужил учител                            |
| Гроздан Димитров Векилов                | заслужил деятел на науката                 |
| Грозданка Димитрова Солакова            | заслужил учител                            |
| Данчо Димитров                          | заслужил деятел на транспорта              |
| Делчо Кръстев Хаджикръстев              | заслужил деятел на културата               |
| Деньо Стефанов Карагьозов               | заслужил учител                            |
| Дико Илиев                              | заслужил деятел на културата               |
| Димитрина Стефанова Караиванова         | заслужил деятел на културата               |
| Димитър Георгиев Юруков                 | заслужил деятел на селското стопанство     |
| Димитър Стоев Стоилов                   | заслужил учител                            |
| Димитър Христов Зенгинов                | заслужил деятел на изкуството              |
| Димитър Хаджийски                       | заслужил артист                            |
| Димитър Георгиев Шишманов               | заслужил деятел на културата               |
| Димитър Шишманов                        | заслужил лекар                             |
| Димчо Илиев Димтров                     | заслужил деятел на науката                 |
| Добри Алексиев                          | заслужил деятел на търговията              |
| Дора Миланова                           | заслужил артист                            |
| Елит Николов                            | заслужил деятел на културата               |
| Ема Константинова Бозаджиева            | заслужил лекар                             |
| Емил Ангелов Александров                | заслужил деятел на културата               |
| Емил Вагенщайн                          | заслужил артист                            |
| Емил Здравков Миланов                   | заслужил химик                             |
| Жана Бохор Авишай                       | заслужил деятел на културата               |
| Жана Станишева-Дескова                  | заслужил артист                            |
| Иван Александров Тодоров                | заслужил деятел на съобщенията             |
| Иван Иванов (И. Димитров Иванов)        | заслужил учител                            |
| Иван Иванов (И. Исаев Иванов)           | заслужил фармацевт                         |
| Иван Димитров Киров                     | заслужил лекар                             |
| Иван Димитров Ненов                     | заслужил юрист                             |
| Иван Драгоев Пенев                      | заслужил юрист                             |
| Иван Дреников                           | заслужил артист                            |
| Иван Илиев                              | заслужил деятел на науката                 |
| Иван Калоянов                           | заслужил деятел на съобщенията             |
| Иван Кирилов Керански                   | заслужил учител                            |
| Иван Манолов Иванов                     | заслужил деятел на селското стопанство     |
| Иван Петров Николов                     | заслужил архитект                          |
| Иван Танев Сечанов                      | заслужил лекар                             |
| Иван Тодоров Николов                    | заслужил деятел на науката                 |
| Иван Хариев                             | заслужил лекар                             |
| Иванка Гръбчева                         | заслужил артист                            |
| Иванка Нешева Вацова                    | заслужил учител                            |
| Илич Рафаилов Юлзари                    | заслужил деятел на техниката               |
| Ицхак Финци                             | заслужил артист                            |
| Йордан Кръстев Патрашков                | заслужил учител                            |
| Йордан Тодоров Куюмджиев                | заслужил строител                          |
| Йордан Тодоров Симеонов                 | заслужил деятел на науката                 |
| Йорданка Стойкова Димитрова             | заслужила акушерка                         |
| Йосиф Йосифов                           | заслужил артист                            |
| Кирил Василев                           | заслужил деятел на културата               |
| Кичка Георгиева Танчева                 | заслужил деятел на науката                 |
| Кольо Витковски                         | заслужил художник                          |
| Кольо Пеев Петров                       | заслужил деятел на селското стопанство     |
| Кольо Цветков Колев                     | заслужил деятел на техниката               |
| Константин Бойчев                       | заслужил архитект                          |
| Константина Якимова Балабанова          | заслужил лекар                             |
| Костадин Иванов Куцаров                 | заслужил деятел на хран. промишленост      |
| Лало Начев Иванов                       | заслужил деятел на кооперативното движение |
| Леон Даниел                             | заслужил артист                            |
| Лиляна Русева                           | заслужил художник                          |
| Люба Кръстева                           | заслужил артист                            |
| Любен Георгиев Божков                   | заслужил деятел на културата               |
| Любомир Атанасов Панайотов              | заслужил деятел на науката                 |
| Любомир Нейков                          | заслужил архитект                          |
| Любомир Павлов                          | заслужил деятел на културата               |
| Маньо Танев Мичев                       | заслужил фармацевт                         |
| Марин Баев Воденичаров                  | заслужил деятел на техниката               |
| Марин Маринов Баков                     | заслужил деятел на техниката               |
| Матей Шопкин                            | заслужил деятел на културата               |
| Мария Русалиева                         | заслужил артист                            |
| Мария Стойкова Иванова                  | заслужил художник                          |
| Мартин Димитров Саров                   | заслужил деятел на леката промишленост     |
| Милан Енчев Вълев                       | заслужил учител                            |
| Минчо Минчев                            | заслужил артист                            |
| Михаил Пенчев Минков                    | заслужил деятел на науката                 |
| Михаил Михайлов (М. Сребринов Михайлов) | заслужил учител                            |
| Михо Ангелов Михов                      | заслужил строител                          |
| Младен Младенов                         | заслужил деятел на културата               |
| Милан Христов                           | Заслужил летец на Република България       |
| Надежда Михайлова Христова              | заслужил стоматолог                        |
| Надка Караджова                         | заслужил артист                            |
| Найден Тодоров                          | заслужил деятел на дървообработването      |
| Нако Доков Дойнов                       | заслужил деятел на транспорта              |
| Недялка Маринова Колева-Каралиева       | заслужил деятел на културата               |
| Недялко Велев                           | заслужил деятел на съобщенията             |
| Нено Колев Лалов                        | заслужил деятел на леката промишленост     |
| Нешко Иванов Нешков                     | заслужил лекар                             |
| Никола Бонов Котов                      | заслужил учител                            |
| Никола Димитров Минчев                  | заслужил енергетик                         |
| Никола Иванов Костов                    | заслужил лесовъд                           |
| Никола Калчев                           | заслужил машиностроител                    |
| Николай Величков Ганчев                 | заслужил деятел на културата               |
| Николай Николов                         | заслужил артист                            |
| Николай Серафимов Ангелов               | заслужил деятел на културата               |
| Николина Георгиева                      | заслужил артист                            |
| Панайот Христозов Даскалов              | заслужил деятел на хран. промишленост      |
| Параскева Димитрова Симова              | заслужил деятел на науката                 |
| Паун Генов                              | заслужил деятел на културата               |
| Пенка Ангелова Драганова                | заслужил учител                            |
| Пенка Цанкова Караиванова               | заслужил деятел на културата               |
| Петко Петков (П. Тенев Петков)          | заслужил учител                            |
| Петко Петков (П. Тодоров Петков)        | заслужил учител                            |
| Петър Атанасов Поппетров                | заслужил машиностроител                    |
| Петър Димитров                          | заслужил архитект                          |
| Петър Иванов Рангелов                   | заслужил учител                            |
| Петър Чуклев                            | заслужил художник                          |
| Пенчо Колев Никоевски                   | заслужил лекар                             |
| Пенчо Минков Радковски                  | заслужил деятел на науката                 |
| Петър Желязков Гърдев                   | заслужил миньор                            |
| Петър Пенчев Събев                      | заслужил деятел на хран. промишленост      |
| Петър Първанов                          | заслужил артист                            |
| Първан Стефанов                         | заслужил деятел на културата               |
| Ради Радев                              | заслужил артист                            |
| Райна Денчева Соколска                  | заслужила акушерка                         |
| Роман Глеб Хойнацки                     | заслужил учител                            |
| Слави Донев Славов                      | заслужил деятел на селското стопанство     |
| Станимир Стоянов Стоянов                | заслужил учител                            |
| Станке Грозданов Костадинов             | заслужил строител                          |
| Стефан Стайнов                          | заслужил архитект                          |
| Стефан Георгиев Тихчев                  | заслужил деятел на културата               |
| Стефан Атанасов Коларов                 | заслужил лекар                             |
| Стефан Продев                           | заслужил деятел на културата               |
| Стефан Стоянов Тамахкяров               | заслужил деятел на културата               |
| Стефан Тодоров Савов                    | заслужил художник                          |
| Стоян Тончев Стоянов                    | заслужил деятел на съобщенията             |
| Танчо Стоянов                           | заслужил учител                            |
| Тинка Сколуфанова                       | заслужил артист                            |
| Тихал Цветков Брадваров                 | заслужил строител                          |
| Тодор Йорданов Мутаров                  | заслужил машиностроител                    |
| Тодор Стойчев Стойчев                   | заслужил деятел на науката                 |
| Тодор Стоянов Стоичков                  | заслужил миньор                            |
| Тодорка Венкова Дерменджиева            | заслужил учител                            |
| Тома Върбанов                           | заслужил художник                          |
| Тошо Ценов Иванов                       | заслужил учител                            |
| Фидоса Илиева Димова                    | заслужил учител                            |
| Филип Аврамов                           | заслужил артист                            |
| Хачо Бояджиев                           | заслужил деятел на културата               |
| Хрипсиме Вартан Магърдигян              | заслужил учител                            |
| Христо Арищиров                         | заслужил артист                            |
| Христо Георгиев Кортенски               | заслужил деятел на техниката               |
| Христо Димитров Георгиев                | заслужил деятел на науката                 |
| Христо Кръчмаров                        | заслужил артист                            |
| Христо Христов (Хр. Георгиев Христов)   | заслужил деятел на културата               |
| Христо Христов (Хр. Йорданов Христов)   | заслужил учител                            |
| Христо Христов (Хр. Петров Христов)     | заслужил машиностроител                    |
| Цанко Стефанов Стойчев                  | заслужил деятел на науката                 |
| Цанко Цанков                            | заслужил деятел на техниката               |
| Цветана Дилова Маринова                 | заслужила мед. сестра                      |
| Цола Драгойчева                         | заслужил деятел на съобщенията             |
| Цоло Георгиев Даков                     | заслужил миньор                            |
| Шанко Иванов Кайцанов                   | заслужил учител                            |
| Щилиян Стойчев Петров                   | заслужил деятел на науката                 |
| Юрий Яковлев                            | заслужил артист                            |
| Янко Чернев                             | заслужил артист                            |
| Янчо Цеков Янчев                        | заслужил лекар                             |
| Ясен Антов                              | заслужил деятел на културата               |

### 1980
| Носител                             | Отрасъл          |
| ----------------------------------- | ---------------- |
| Александър Димитров Балкански       | заслужил артист  |
| Александър Танев                    | заслужил артист  |
| Ангел Иванов Алексиев               | заслужил артист  |
| Анна Борисова Пенчева               | заслужил артист  |
| Атанас Илков                        | заслужил артист  |
| Атанас Бояджиев                     | заслужил артист  |
| Бисер Дянов                         | заслужил артист  |
| Борис Георгиев Вълков               | заслужил артист  |
| Венелин Пехливанов                  | заслужил артист  |
| Венелин Христов Цанков              | заслужил артист  |
| Веселина Димитрова Ганева           | заслужил артист  |
| Владимир Смирнов                    | заслужил артист  |
| Вяра Вълева Делчева                 | заслужил артист  |
| Георги Минчев                       | заслужил артист  |
| Димитър Благоев Пунев               | заслужил артист  |
| Димитър Василев Хинков              | заслужил артист  |
| Димитър Ганчев Козев                | заслужил артист  |
| Димитър Костов Чиликов              | заслужил артист  |
| Доротея Тончева                     | заслужил артист  |
| Евгения Захариева Малеева           | заслужил артист  |
| Евгения Петрова Кръстева            | заслужил артист  |
| Елка Михайлова Вълчева              | заслужил артист  |
| Емил Янев                           | заслужил артист  |
| Здравко Христов Йорданов            | заслужил артист  |
| Илия Добрев                         | заслужил артист  |
| Кольо Костадинов Петков             | заслужил артист  |
| Любен Гаджев                        | заслужил треньор |
| Маргарита Лилова Иванова-Златева    | заслужил артист  |
| Мария Венциславова Анастасова       | заслужил артист  |
| Марта Маркова Деянова               | заслужил артист  |
| Меглена Караламбова                 | заслужил артист  |
| Михаил Николов Петров               | заслужил артист  |
| Никола Василев (Н. Ангелов Василев) | заслужил артист  |
| Никола Захариев Смочевски           | заслужил артист  |
| Петър Гюров                         | заслужил артист  |
| Петър Йорданов Григоров             | заслужил артист  |
| Петър Крумов Атанасов               | заслужил артист  |
| Петя Павлович                       | заслужил артист  |
| Райна Маринова Кошерска             | заслужил артист  |
| Станчо Станчев                      | заслужил артист  |
| Стоян Дуков                         | заслужил артист  |
| Христо Томов Хараламбов             | заслужил артист  |
| Цвятко Гечев Благоев                | заслужил артист  |